# Умарова Ліза Сулимівна
Ліза Сулимівна Умарова (чеч. Іумарийн ЙоІ Лиза, (12 березня 1965 , Алмати ) — чеченська співачка та авторка популярних у Чечні пісень цивільного та патріотичного змісту «Грозний — місто-герой», «Душа моя» та інших. В одній із перших публікацій про співачку Ганна Політковська назвала Лізу Умарову "чеченським "Любе"".

## Біографія
Народилася та виросла у Казахстані, закінчила Ярославський театральний інститут за спеціальністю актриси драммтеатру. До початку Першої російсько-чеченської війни працювала у Грозному директором будинку культури, потім переїхала та жила у Москві. Здобула популярність після публікацій Ганни Політковської у "Новій газеті". 2009 року після заклику голови парламенту повертатися на батьківщину Ліза Умарова спробувала повернутися до Чечні. Але з економічних причин і після розстрілу її старшого брата змушена була переїхати назад до Москви. 2012 року, поїхавши на гастролі до Фінляндії, попросила там політичного притулку.

## Творчість
Ліза Умарова почала співати та писати пісні після чергової поїздки до Чечні, куди їздила за книгами, під час другої російсько-чеченської війни . У своїх інтерв'ю вона розповідає, що основна ідея її творчості пов'язана з бажанням «зупинити війну, допомогти людям, донести до народу те, що там [в Чечні] твориться» популярні. В інтерв'ю різним джерелам Ліза Умарова розповідає про складнощі з організацією виступів, попри популярність її пісень. У 2006 році брала участь у Сахарівській майовці.
У березні 2016 року в Гельсінкі в культурному центрі STOA було представлено моновиставу співачки під назвою «Маршо» («Свобода»), португальського режисера Луїша Рапозу та Круза.

## Переслідування націоналістів
Після переїзду до Москви Ліза Умарова зазнавала переслідувань з боку націоналістів: вони загрожували розправою їй та її дітям . 5 вересня 2005 року в Москві на Лізу Умарову та її 15-річного сина було скоєно напад ; суд визнав нападників-націоналістів винними у розпалюванні національної ненависті та ворожнечі.

## Політичний притулок
У 2012 році, поїхавши на музичний фестиваль, Ліза Умарова разом із дітьми попросила політичного притулку на території Фінляндії. Ліза Умарова прокоментувала пресі, що, перебуваючи там, уперше за довгий час відчула себе вільною.
Не з першого разу, але їй і дітям надали політичний притулок. Про це йдеться у фільмі про емігрантів на телеканалі «Дощ».